# Parornix ermolaevi
Parornix ermolaevi là một loài bướm đêm thuộc họ Gracillariidae. Nó được tìm thấy ở vùng Viễn Đông Nga.
Ấu trùng ăn Corylus heterophylla. Chúng có thể ăn lá nơi chúng làm tổ.